# Света София (Сливен)
Вижте пояснителната страница за други значения на Света София.
„Света София“ е средновековна православна църква в сливенския квартал Ново село, България.

## История
Църквата е средновековна. Симеон Табаков в книгата си „Опит за история на град Сливен“ датира храма в VI век и смята, че е част от Софиините храмове, строени от император Юстиниан Велики. Според историка и богослов Георги Тодоров храмът е от XIII век.
В 1836 година е цялостно обновена от видния костурски архитект Петко Боз. На западната страна на църквата има каменна плоча с дата 1836, а на източната има друга каменна плоча с надпис: 
| „ | Сия черква направи протомайстор Петко Петров от Брацигово. | “ |

В храма при обновяването от 1836 година са намерени уникален каменен антиминс, вграден в купола в специална ниша, където е изглеждал като част от прозорец, както и фриз с изобразен херувим, вграден в западната част на църквата.